# Daniela Druncea
Daniela Druncea est une rameuse roumaine et une gymnaste artistique, née le 2 novembre 1990 à Buftea.

## Palmarès en aviron

### Championnats du monde
- 2013, à Chungju ( Corée du Sud)
  -  Médaille d'argent en huit

### Championnats d'Europe
- 2015, à Poznań ( Pologne)
  -  Médaille de bronze en huit
- 2014, à Belgrade ( Serbie)
  -  Médaille d'or en huit
- 2013, à Séville ( Espagne)
  -  Médaille d'or en huit

## Palmarès en gymnastique

### Championnats du monde
- 2007, à Stuttgart ( Allemagne)
  -  Médaille de bronze au concours général par équipes